# Тростянець (Калуський район)
Тростяне́ць — село Долинської громади Калуського району Івано-Франківської області України.

## Географія
У селі потік Тростянчик впадає у річку Тур'янку.

## Історія
У 1648 році жителі села брали активну участь у народному повстанні, за що їх очікувала кривава розправа після відходу Хмельницького.
У 1939 році в селі проживало 1560 мешканців (1530 українців, 10 поляків, 10 латинників, 10 євреїв).
За даними облуправління МГБ у 1949 р. в Долинському районі підпілля ОУН найактивнішим було в селах Тростянець і Креховичі.
В лісовому масиві на території колишнього військового містечка на відстані 5 км від села з 1986 до 2018 року діяла Долинська виправна колонія (№118).
17 жовтня 2021 року на території Тростянецького старостинського округу Долинської територіальної громади (в лісі на 12 км.) відкрито й освячено пам’ятник на могилі повстанців з сотень Гонти і Журавля, які загинули в боротьбі з московсько-більшовицькими окупантами 26 березня 1945 року.

## Населення

### Мова
Розподіл населення за рідною мовою за даними перепису 2001 року:
| Мова       | Кількість | Відсоток |
| ---------- | --------- | -------- |
| українська | 1413      | 99.79%   |
| російська  | 3         | 0.21%    |
| Усього     | 1416      | 100%     |

## Відомі люди
Уродженці села :
- Василь Дзуль (1904—1980) — український педагог, диригент, громадський діяч.
- Тряско Мар'яна Василівна (1985—2022) — молодший сержант Збройних сил України, учасниця російсько-української війни.
- Микола Хабер (1933—2008) — український інженер хімічної промисловості, науковець-нафтохімік, педагог, доктор технічних наук.

В селі проживали :
- Микола Дерлиця (1866—1934) — церковний діяч, священик УГКЦ, письменник, був парохом у 1921—1934 роках; помер у Тростянці.
- Андрій Бандера (1882—1941) — церковний і культурно-громадський діяч, політик, священик УГКЦ, був парохом у 1935—1941 роках.

Жителем села є Андрій Прокіпчин (уродженець Болехова) — старший солдат Збройних сил України, учасник російсько-української війни 2014—2015 років.